# Nowohryhoriwka (hromada Błahodatne)
Nowohryhoriwka (ukr. Новогригорівка) – wieś na Ukrainie, w obwodzie mikołajowskim, w rejonie perwomajskim, w hromadzie Błahodatne. W 2001 liczyła 382 mieszkańców, spośród których 359 wskazało jako ojczysty język ukraiński, 16 rosyjski, 6 mołdawski, a 1 białoruski.